# Плачково (Равицький повіт)
Плачково (пол. Płaczkowo, нім. Lindenort) — село в Польщі, у гміні Ютросін Равицького повіту Великопольського воєводства.
Населення — 289 осіб (2011).
У 1975-1998 роках село належало до Лешненського воєводства.

## Демографія
Демографічна структура станом на 31 березня 2011 року:
|          | Загалом | Допрацездатний вік | Працездатний вік | Постпрацездатний вік |
| -------- | ------- | ------------------ | ---------------- | -------------------- |
| Чоловіки | 151     | 41                 | 103              | 7                    |
| Жінки    | 138     | 34                 | 79               | 25                   |
| Разом    | 289     | 75                 | 182              | 32                   |